# Supercopa de España de Baloncesto 2021
La Supercopa de España de Baloncesto 2021 o Supercopa Endesa fue la 18.ª edición del torneo desde que está organizada por la ACB y la 22.ª desde su fundación. Se disputó en el Pabellón Insular Santiago Martín de San Cristóbal de La Laguna durante los días 11 y 12 de septiembre de 2021. El Real Madrid Baloncesto resultó campeón por cuarta vez consecutiva, y Sergio Llull obtuvo el galardón de MVP.

## Equipos participantes
Los equipos participantes de acuerdo a los criterios de participación establecidos por la ACB fueron:
| Equipo          | Clasificación                                    | Participación |
| --------------- | ------------------------------------------------ | ------------- |
| F. C. Barcelona | Campeón de la Liga Endesa y de la Copa           | 17.ª          |
| Real Madrid     | Campeón de la Supercopa 2020                     | 19.ª          |
| Lenovo Tenerife | Anfitrión y tercer clasificado de la Liga Endesa | 2.ª           |
| Valencia Basket | Cuarto clasificado de la Liga Endesa             | 6.ª           |

## Cuadro
F. C. Barcelona y Real Madrid fueron designados cabezas de series para el sorteo de las semifinales que tuvo lugar el 17 de agosto de 2021 en el Real Club Náutico de Tenerife de Santa Cruz de Tenerife, deparando el siguiente cuadro:
|  | Semifinales     | Semifinales |             |           | Final | Final |  |
|  |                 |             |             |           |       |       |  |
|  |                 |             |             |           |       |       |  |
|  | Barcelona       | 87          |             |           |       |       |  |
|  | Barcelona       | 87          |             |           |       |       |  |
|  | Valencia Basket | 68          |             |           |       |       |  |
|  | Valencia Basket | 68          |             | Barcelona | 83    |       |  |
|  |                 |             |             | Barcelona | 83    |       |  |
|  |                 |             | Real Madrid | 88        |       |       |  |
|  | Lenovo Tenerife | 70          | Real Madrid | 88        |       |       |  |
|  | Lenovo Tenerife | 70          |             |           |       |       |  |
|  | Real Madrid     | 72          |             |           |       |       |  |
|  | Real Madrid     | 72          |             |           |       |       |  |
|  |                 |             |             |           |       |       |  |

### Semifinales
| 11 de septiembre de 2021, 19:00 (CEST) | Barcelona                                                             | 87–68                    | Valencia Basket                                                              | San Cristóbal de La Laguna |  |
|                                        | Parciales: 27-16, 20-24, 22-16, 18-12                                 |                          |                                                                              | |  |
|                                        | Estadísticas Davies 15 Abrines, Oriola, Davies 5 Calathes 6 Davies 20 | Reporte Pts Reb Asts Val | Estadísticas 11 Puerto, Hermannsson 7 Dubljevic 3 Hermannsson 13 Hermannsson | Pabellón: Pabellón Insular Santiago Martín Asistencia: 2500 espectadores Árbitros: Carlos Peruga Luis Miguel Castillo Martín Caballero Madrid Televisión: |  |

| 11 de septiembre de 2021, 22:00 (CEST) | Lenovo Tenerife                                                 | 70–72                    | Real Madrid                                               | San Cristóbal de La Laguna |  |
|                                        | Parciales: 21-14, 16-17, 16-17, 17-24                           |                          |                                                           | |  |
|                                        | Estadísticas Shermadini 21 Doornekamp 6 Huertas 6 Shermadini 21 | Reporte Pts Reb Asts Val | Estadísticas 15 Yabusele 8 Yabusele 3 Heurtel 17 Yabusele | Pabellón: Pabellón Insular Santiago Martín Asistencia: 2500 espectadores Árbitros: Antonio Conde Fernando Calatrava Arnau Padrós Televisión: |  |

### Final
| 12 de septiembre de 2021, 18:30 (CEST) | Barcelona                                                        | 83–88                    | Real Madrid                                                         | San Cristóbal de La Laguna |  |
|                                        | Parciales: 23-22, 23-18, 25-22, 12-26                            |                          |                                                                     | |  |
|                                        | Estadísticas Higgins 16 Mirotic, Oriola 5 Calathes 7 Calathes 18 | Reporte Pts Reb Asts Val | Estadísticas 24 Llull 11 Poirier 3 Williams-Goss, Yabusele 27 Llull | Pabellón: Pabellón Insular Santiago Martín Asistencia: 2500 espectadores Árbitros: Emilio Pérez Pizarro Carlos Peruga Luis Miguel Castillo Televisión: |  |